# Heterogena exitela
Heterogena exitela là một loài bướm đêm trong họ Geometridae.